# コオーン
コオーン（古希: Κόων, Koōn）は、ギリシア神話の人物である。長母音を省略してコオンとも表記される。トローイアの老臣アンテーノールとテアーノーの子の1人で、長男。トロイア戦争でギリシア軍と戦った。
『イーリアス』3日目、弟のイーピダマースが奮戦するアガメムノーンに殺されたとき、遺体を取り返そうとしてアガメムノーンの死角から槍で攻撃し、アガメムノーンの腕に深手を負わせ、イーピダマースの遺体を曳いて行こうとしたが、アガメムノーンの反撃で殺された。しかしアガメムノーンはコオーンから受けた傷がひどかったため、一時戦場から退いた。
コリントスのキュプセリダイがオリュムピアに奉納した『キュプセロスの箱』には、アガメムノーンと戦うコオーンの姿が描かれていたと伝えられている。